# Bolton Point
Bolton Point är en förort till Lake Macquarie i Australien. Den ligger i delstaten New South Wales, i den sydöstra delen av landet, omkring 100 kilometer norr om delstatshuvudstaden Sydney. Antalet invånare är 2 298.
Trakten är tätbefolkad. Närmaste större samhälle är Newcastle, omkring 16 kilometer nordost om Bolton Point. Genomsnittlig årsnederbörd är 1 393 millimeter. Den regnigaste månaden är februari, med i genomsnitt 222 mm nederbörd, och den torraste är juli, med 42 mm nederbörd.